# Złoty Glob dla najlepszej aktorki w serialu komediowym lub musicalu
Złote Globy dla najlepszej aktorki w serialu komediowym lub musicalu jest to kategoria Złotych Globów, przyznawana od 1961 roku przez Hollywoodzkie Stowarzyszenie Prasy Zagranicznej. Jest przyznawana aktorkom grającym w serialach komediowych lub musicalowych.
Laureatki są zaznaczone pogrubionym drukiem. Obok nich podane są role, za jaką otrzymały nagrodę.

## Laureaci

### 1990-1999
| 1990 | 1991 |
| --- | --- |
| - Kirstie Alley – Zdrówko jako Rebecca Howe - Candice Bergen – Murphy Brown jako Murphy Brown - Carol Burnett – Carol & Company w różnych rolach - Roseanne Barr – Roseanne jako Roseanne Conner - Katey Sagal – Świat według Bundych jako Peggy Bundy                                                         | - Candice Bergen – Murphy Brown jako Murphy Brown - Kirstie Alley – Zdrówko jako Rebecca Howe - Jamie Lee Curtis – Anything but Love jako Hannah Miller - Roseanne Barr – Roseanne jako Roseanne Conner - Katey Sagal – Świat według Bundych jako Peggy Bundy                                                   |
| 1992 | 1993 |
| - Roseanne Barr – Roseanne jako Roseanne Conner - Kirstie Alley – Zdrówko jako Rebecca Howe - Candice Bergen – Murphy Brown jako Murphy Brown - Helen Hunt – Szaleję za tobą jako Jamie Buchman - Katey Sagal – Świat według Bundych jako Peggy Bundy                                                          | - Helen Hunt – Szaleję za tobą jako Jamie Buchman - Roseanne Barr – Roseanne jako Roseanne Conner - Candice Bergen – Murphy Brown jako Murphy Brown - Patricia Richardson – Pan Złota Rączka jako Jill Taylor - Katey Sagal – Świat według Bundych jako Peggy Bundy                                             |
| 1994 | 1995 |
| - Helen Hunt – Szaleję za tobą jako Jamie Buchman - Candice Bergen – Murphy Brown jako Murphy Brown - Brett Butler – Grace w opałach jako Grace Kelly - Ellen DeGeneres – Ellen jako Ellen Morgan - Patricia Richardson – Pan Złota Rączka jako Jill Taylor                                                    | - Cybill Shepherd – Cybill jako Cybill Sheridan - Candice Bergen – Murphy Brown jako Murphy Brown - Ellen DeGeneres – Ellen jako Ellen Morgan - Fran Drescher – Pomoc domowa jako Fran Fine - Helen Hunt – Szaleję za tobą jako Jamie Buchman                                                                   |
| 1996 | 1997 |
| - Helen Hunt – Szaleję za tobą jako Jamie Buchman - Brett Butler – Grace w opałach jako Grace Kelly - Fran Drescher – Pomoc domowa jako Fran Fine - Cybill Shepherd – Cybill jako Cybill Sheridan - Brooke Shields – A teraz Susan jako Susan Keane - Tracey Ullman – Tracey bierze na tapetę w różnych rolach | - Calista Flockhart – Ally McBeal jako Ally McBeal - Kirstie Alley – Sekrety Weroniki jako Veronica Chase - Ellen DeGeneres – Ellen jako Ellen Morgan - Jenna Elfman – Dharma i Greg jako Dharma Montgomery - Helen Hunt – Szaleję za tobą jako Jamie Buchman - Brooke Shields – A teraz Susan jako Susan Keane |
| 1998 | 1999 |
| - Jenna Elfman – Dharma i Greg jako Dharma Montgomery - Christina Applegate – Jej cały świat jako Jesse Warner - Calista Flockhart – Ally McBeal jako Ally McBeal - Laura San Giacomo – Ja się zastrzelę jako Maya Gallo - Sarah Jessica Parker – Seks w wielkim mieście jako Carrie Bradshaw                  | - Sarah Jessica Parker – Seks w wielkim mieście jako Carrie Bradshaw - Jenna Elfman – Dharma i Greg jako Dharma Montgomery - Felicity Huffman – Redakcja sportowa jako Dana Whitaker - Heather Locklear – Spin City jako Caitlin Moore - Debra Messing – Will & Grace jako Grace Adler                          |

### 2000–2009
| 2000 | 2001 |
| --- | --- |
| - Sarah Jessica Parker – Seks w wielkim mieście jako Carrie Bradshaw - Calista Flockhart – Ally McBeal jako Ally McBeal - Jane Kaczmarek – Zwariowany świat Malcolma jako Lois Wilkerson - Debra Messing – Will & Grace jako Grace Adler - Bette Midler – Bette jako Bette                               | - Sarah Jessica Parker – Seks w wielkim mieście jako Carrie Bradshaw - Calista Flockhart – Ally McBeal jako Ally McBeal - Jane Kaczmarek – Zwariowany świat Malcolma jako Lois Wilkerson - Heather Locklear – Spin City jako Caitlin Moore - Debra Messing – Will & Grace jako Grace Adler                                 |
| 2002 | 2003 |
| - Jennifer Aniston – Przyjaciele jako Rachel Green - Bonnie Hunt – Life with Bonnie jako Bonnie Molloy - Jane Kaczmarek – Zwariowany świat Malcolma jako Lois Wilkerson - Debra Messing – Will & Grace jako Grace Adler - Sarah Jessica Parker – Seks w wielkim mieście jako Carrie Bradshaw             | - Sarah Jessica Parker – Seks w wielkim mieście jako Carrie Bradshaw - Bonnie Hunt – Life with Bonnie jako Bonnie Molloy - Reba McEntire – Reba jako Reba Nell Hart - Debra Messing – Will & Grace jako Grace Adler - Bitty Schram – Detektyw Monk jako Sharona Fleming - Alicia Silverstone – Mów mi swatka jako Kate Fox |
| 2004 | 2005 |
| - Teri Hatcher – Gotowe na wszystko jako Susan Mayer - Marcia Cross – Gotowe na wszystko jako Bree Van de Kamp - Felicity Huffman – Gotowe na wszystko jako Lynette Scavo - Debra Messing – Will & Grace jako Grace Adler - Sarah Jessica Parker – Seks w wielkim mieście jako Carrie Bradshaw           | - Mary-Louise Parker – Trawka jako Nancy Botwin - Marcia Cross – Gotowe na wszystko jako Bree Van de Kamp - Teri Hatcher – Gotowe na wszystko jako Susan Mayer - Felicity Huffman – Gotowe na wszystko jako Lynette Scavo - Eva Longoria – Gotowe na wszystko jako Gabrielle Solis                                         |
| 2006 | 2007 |
| - America Ferrera – Brzydula Betty jako Betty Suarez - Marcia Cross – Gotowe na wszystko jako Bree Van de Kamp - Felicity Huffman – Gotowe na wszystko jako Lynette Scavo - Julia Louis-Dreyfus – Nowe przygody starej Christine jako Christine Campbell - Mary-Louise Parker – Trawka jako Nancy Botwin | - Tina Fey – Rockefeller Plaza 30 jako Liz Lemon - Christina Applegate – Kim jest Samantha? jako Samantha „Sam” Newly - America Ferrera – Brzydula Betty jako Betty Suarez - Anna Friel – Gdzie pachną stokrotki jako Charlotte „Chuck” Charles - Mary-Louise Parker – Trawka jako Nancy Botwin                            |
| 2008 | 2009 |
| - Tina Fey – Rockefeller Plaza 30 jako Liz Lemon - Christina Applegate – Kim jest Samantha? jako Samantha „Sam” Newly - America Ferrera – Brzydula Betty jako Betty Suarez - Debra Messing – Życie po falstarcie jako Molly Kagan - Mary-Louise Parker – Trawka jako Nancy Botwin                        | - Toni Collette – Wszystkie wcielenia Tary jako Tara Gregson - Courteney Cox – Cougar Town: Miasto kocic jako Jules Cobb - Edie Falco – Siostra Jackie jako Jackie Peyton - Tina Fey – Rockefeller Plaza 30 jako Liz Lemon - Lea Michele – Glee jako Rachel Berry                                                          |

### 2010–2019
| 2010 | 2011 |
| --- | --- |
| - Laura Linney – Słowo na R jako Cathy Jamison - Toni Collette – Wszystkie wcielenia Tary jako Tara Gregson - Edie Falco – Siostra Jackie jako Jackie Peyton - Tina Fey – Rockefeller Plaza 30 jako Liz Lemon - Lea Michele – Glee jako Rachel Berry                                                                               | - Laura Dern – Iluminacja jako Amy Jellicoe - Zooey Deschanel – Jess i chłopaki jako Jessica Day - Tina Fey – Rockefeller Plaza 30 jako Liz Lemon - Laura Linney – Słowo na R jako Cathy Jamison - Amy Poehler – Parks and Recreation jako Leslie Knope                                |
| 2012 | 2013 |
| - Lena Dunham – Dziewczyny jako Hannah Horvath - Zooey Deschanel – Jess i chłopaki jako Jessica Day - Edie Falco – Siostra Jackie jako Jackie Peyton - Julia Louis-Dreyfus – Figurantka jako Selina Meyer - Amy Poehler – Parks and Recreation jako Leslie Knope                                                                   | - Amy Poehler – Parks and Recreation jako Leslie Knope - Zooey Deschanel – Jess i chłopaki jako Jessica Day - Lena Dunham – Dziewczyny jako Hannah Horvath - Edie Falco – Siostra Jackie jako Jackie Peyton - Julia Louis-Dreyfus – Figurantka jako Selina Meyer                       |
| 2014 | 2015 |
| - Gina Rodriguez – Jane the Virgin jako Jane Villanueva - Lena Dunham – Dziewczyny jako Hannah Horvath - Edie Falco – Siostra Jackie jako Jackie Peyton - Julia Louis-Dreyfus – Figurantka jako Selina Meyer - Taylor Schilling – Orange Is the New Black jako Piper Chapman                                                       | - Rachel Bloom – Crazy Ex-Girlfriend jako Rebecca Bunch - Jamie Lee Curtis – Królowe krzyku jako Dean Cathy Munsch - Julia Louis-Dreyfus – Figurantka jako Selina Meyer - Gina Rodriguez – Jane the Virgin jako Jane Villanueva - Lily Tomlin – Grace i Frankie jako Frankie Bergstein |
| 2016 | 2017 |
| - Tracee Ellis Ross – Czarno to widzę jako Dr Rainbow „Bow” Johnson - Rachel Bloom – Crazy Ex-Girlfriend jako Rebecca Bunch - Julia Louis-Dreyfus – Figurantka jako Selina Meyer - Sarah Jessica Parker – Rozwód jako Frances Dufresne - Issa Rae – Niepewne jako Issa Dee - Gina Rodriguez – Jane the Virgin jako Jane Villanueva | - Rachel Brosnahan – Wspaniała pani Maisel jako Miriam „Midge” Maisel - Pamela Adlon – Lepsze życie jako Sam Fox - Alison Brie – GLOW jako Ruth „Zoya the Destroya” Wilder - Issa Rae – Niepewne jako Issa Dee - Frankie Shaw – SMILF jako Bridgette Bird                              |

## Wielokrotne zwyciężczynie w tej kategorii
| Statystyka                          | Aktorka              | Łącznie | Lata                                                             |
| ----------------------------------- | -------------------- | ------- | ---------------------------------------------------------------- |
| Najczęściej wygrywające             | Carol Burnett        | 4       | 1970, 1972, 1977, 1978                                           |
| Najczęściej wygrywające             | Sarah Jessica Parker | 4       | 2000, 2001, 2002, 2004                                           |
| Najczęściej nominowana              | Carol Burnett        | 11      | 1970, 1971, 1972, 1973, 1974, 1975, 1976, 1977, 1978, 1979, 1991 |
| Najczęściej nominowana bez wygranej | Bea Arthur           | 8       | 1973, 1974, 1976, 1978, 1986, 1987, 1988, 1989                   |

- 2 wygrane
  - Tina Fey
  - Candice Bergen
  - Linda Lavin
  - Jean Stapleton
- 3 wygrane
  - Helen Hunt
  - Cybill Shepherd
- 4 wygrane
  - Carol Burnett
  - Sarah Jessica Parker